# Brabotunnel
De Brabotunnel is de vierde tunnel onder de Schelde in Antwerpen en is onder de Schelde de enige premetrotunnel. Deze Scheldetunnel bestaat uit twee tunnelkokers en verbindt het station Groenplaats met het station Van Eeden op Linkeroever door de tramlijnen 3, 5, 9, en 15. De tunnel werd geopend op 21 september 1990 door toenmalig Vlaams minister van verkeer Johan Sauwens.
De totale lengte bedraagt circa twee kilometer waarvan ongeveer 2 x 375 m onder de Schelde. Om veiligheidsredenen werden de beide kokers met een inwendige doorsnede van 5,70 m afzonderlijk en met een ruime tussenafstand geboord. Het kokergedeelte Oude Koornmarkt - Groenplaats vormt over een lengte van 78 m de verbinding tussen de Brabotunnel en het station Groenplaats en is op beperkte diepte onder de huisfundering gelegen. Het station Groenplaats moest ingrijpend verbouwd worden om aansluiting te bieden voor de Brabotunnel.
De onderzijde van het horizontale deel onder de Schelde is ca. 31,50 m onder het gemiddelde hoogwaterpeil gelegen, waardoor op elke plaats minimaal 7 m van nuttige gronddekking (ongeroerde zanden en klei) is.
De hellingen van de tunnel naar de linker- en rechteroever zijn om redenen van comfort en tractievermogen van de voertuigen beperkt tot maximaal 5 %. Onmiddellijk achter de waterkeermuur op de rechteroever zijn, ter hoogte van de beide tramkokers, verticale veiligheidsschachten gebouwd. Dit is voornamelijk gedaan om afdoende rookafvoer te kunnen verzekeren in geval van brand in het diepste deel van de tunnel.
De andere Scheldetunnels op het Antwerpse grondgebied zijn de Sint-Annatunnel (voetgangers en fietsers), de Waaslandtunnel (voertuigen) en de Kennedytunnel (vier kokers: twee voor voertuigen, een voor fietsers en voetgangers en een voor het treinverkeer). Na de Brabotunnel zijn de Liefkenshoektunnel voor voertuigen en de Antigoontunnel voor spoorverkeer gebouwd, naast elkaar noordelijk in de haven.
Westerscheldetunnel (weg) · Antigoontunnel (spoor) · Liefkenshoektunnel (weg) · Oosterweeltunnel (Lange Wapperbrug†) (weg/fiets) · Waaslandtunnel (weg) · Brabotunnel (premetro) · Sint-Annatunnel (voet/fiets) · Kennedytunnel (weg/fiets/spoor) · Scheldebrug (Antwerpen) (fiets/voet) · Temsebrug (weg + spoor) · Vlassenbroekbrug (weg) · Dendermondebrug (weg + spoor) · Schoonaardebrug (weg) · Uitbergenbrug (weg) · Scheldefietsbrug (Wetteren) · Wetterenbrug (weg) · Mellebrug (weg)